# Lycorea concolor
Lycorea concolor är en fjärilsart som beskrevs av Otto Staudinger 1885. Lycorea concolor ingår i släktet Lycorea och familjen praktfjärilar. Inga underarter finns listade i Catalogue of Life.